# Mieczyk Montezumy
Mieczyk Montezumy (Xiphophorus montezumae) – gatunek słodkowodnej ryby z rodziny piękniczkowatych (Poeciliidae).

## Występowanie
Ameryka Środkowa: Meksyk  w wodach tropikalnych; 20–26° C

## Charakterystyka
Samiec, smuklejszy od nieco większej samiczki, posiada charakterystyczną płetwę ogonową w kształcie miecza oraz gonopodium umożliwiające zapłodnienie wewnętrzne. Długość miecza może ponad dwukrotnie przekraczać długość ciała.
Dorasta do 5,5 cm (Samiec) i 6,5 cm (samica).